# Světec
Světec település Csehországban, Teplicei járásban. Světec Hostomice, Hrobčice, Ledvice, Ohníč, Bžany, Bílina és Kostomlaty pod Milešovkou településekkel határos. Lakosainak száma 972 fő (2024. január 1.).

## Népesség
A település lakosságának változását az alábbi diagram mutatja:
| Lakosok száma | 1183 | 2731 | 3196 | 2052 | 1209 | 1003 | 1015 | 1050 | 991  | 972  |
|               | 1869 | 1900 | 1921 | 1961 | 1980 | 2011 | 2016 | 2019 | 2021 | 2024 |